# Dragoș Galgoțiu
Dragoș Galgoțiu (n. 14 septembrie 1956, Cluj) este un regizor român de teatru.

## Biografie
Dragoș Galgoțiu s-a născut în 1956. Și-a petrecut copilăria la Cluj. S-a mutat în 1972, în București, unde a urmat cursurile Liceului de Arte Plastice „Nicolae Tonitza” din București. A absolvit în 1980 Institutul de Artă Teatrală și Cinematografică "I. L. Caragiale" din București clasa prof. Valeriu Moisescu, asistent Cătălina Buzoianu.

## Experiență profesională
- din 2000 - membru în consiliul științific al Asociației Europene Les Théâtrales des Jeunes en Europe
- din 1990 - regizor la Teatrul Odeon București[2]
- 1996 - 1998 - director la Teatrul Unu, București
- 1984 - 1997 - profesor la Academia de Teatru și Film, București
- 1980 - 1989 - regizor la Teatrul Municipal Ploiești

## Piese regizate (selecție)
- 2023 - Craii de Curtea-Veche de Mateiu Caragiale, Teatrul Național „Ion Luca Caragiale” din București, București
- 2018 - Hamlet de William Shakespeare, Teatrul Odeon, București
- 2016 - Kafka. 5 vise scenariu teatral după "Procesul", "Metamorfoza”, "O dare de seamă pentru o Academie", "Verdictul" și "Colonia penitenciară" de Franz Kafka, Teatrul Odeon, București
- 2011 - Viața e vis după Calderón de la Barca, Teatrul Odeon, București
- 2009 - Epopeea lui Ghilgamesh, Teatrul Odeon, București
- 2006 - Hamletmachine de Heiner Müller, Teatrul Odeon, București
- 2004 - Portretul lui Dorian Gray dramatizare după Oscar Wilde, Teatrul Odeon, București
- 2000 - Poveste de iarnă de William Shakespeare, AltFest, Bistrița
- 1999 - Bețivii dramatizare după Feodor Dostoievski, Teatrul Municipal, Miercurea Ciuc
- 1980 - Neînțelegerea de Albert Camus, Teatrul de Stat, Sibiu

## Filmografie
- Punct... și de la capăt (1987) – actor și asistent de regie

## Premii
- 2020 - Premiul UNITER pentru întreaga activitate - regie[3] [4]
- 2005 - Nominalizare la Premiul UNITER [5] pentru Cel mai bun regizor  pentru spectacolul Portretul lui Dorian Gray de Oscar Wilde
- 1995 - Premiu de regie al A.U.R., pentru Troilus și Cresida de William Shakespeare
- 1988 - Premiul A.T.M. Cel mai bun regizor al anului, pentru Mult zgomot pentru nimic de William Shakespeare
- 1980 - Premiul I la Festivalul Național de Regie - Bârlad, pentru Neînțelegerea de Albert Camus